# Operació Catifa Màgica (Iemen)
Aquest article tracta sobre l'operació de rescat de jueus iemenites.. per a l'operació de repatriació de militars nord-americans després del final de la Segona Guerra Mundial vegeu Operació catifa màgica

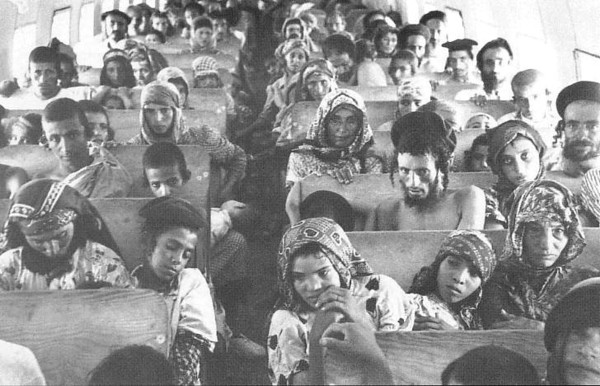
La majoria dels jueus del Iemen no havien vist mai un avió, però van creure en la profecia bíblica: segons el Llibre d'Isaïes (40:31) i Èxode (19:1), Déu va prometre tornar als Fills d'Israel a Sion "en ales d'àguiles ".

Operació Catifa Màgica és el sobrenom més conegut per a l'Operació en ales d'àligues (Operation On Wings of Eagles), una operació de rescat realitzada entre juny de 1949 i setembre de 1950 que va portar 49.000 jueus del Iemen al recentment creat Estat d'Israel. Avions de transport britànics i nord-americans van efectuar uns 380 vols des d'Aden, en una operació secreta, i que no es va fer pública fins uns mesos després d'haver-se acabat. En algun moment, l'operació va ser també denominada Operació Arribada del Mesies.

## Antecedents
Després del Pla de l'ONU per a la partició de Palestina de 1947 en el qual l'Estat jueu va ser declarat, esvalotadors musulmans van participar en enfrontaments a Aden, matant a 82 persones i destruint un gran nombre de cases dels jueus. A principis de 1948, la falsa acusació de l'assassinat de dues nenes musulmanes al Iemen va motivar saquejos dels béns dels ciutadans jueus. La comunitat jueva d'Aden estava econòmicament paralitzada, ja que la majoria de les botigues i negocis dels jueus havien estat destruïts.
Els jueus del Iemen van començar a reunir-se al "Camp Geula" (hebreu: Redempció) a Aden, declarant el desig d'emigrar a Israel. No obstant això, les tropes britàniques, que controlaven la Colònia d'Aden, van impedir aquesta emigració fins que la Guerra d'independència d'Israel va acabar a principis de 1949. En aquest moment, unes 10.000 persones s'havien reunit en el campament de Geula. L'acabat de nomenar imam del Iemen, Ahmad ibn Yahya, va donar la seva aprovació secreta per a la realització d'un pont aeri i l'establiment d'una base per a l'operació.

## L'operació
En resposta a una situació cada vegada més perillosa, la major part de la comunitat jueva del Iemen va emigrar en secret a Israel entre juny de 1949 i setembre de 1950 en l'Operació Catifa Màgica. La migració va continuar en menor nombre el 1962, quan una guerra civil va posar una abrupta fi a qualsevol nou èxode jueu. Algunes famílies riques jueves, que dubtaven de les promeses d'un futur millor a Israel, van decidir no abandonar les seves propietats, i uns 300 jueus van romandre al Iemen.
En el curs de l'Operació Catifa Màgica, la immensa majoria dels jueus del Iemen - uns 47.000 iemenites, 1.500 d'Aden, i també 500 de Djibouti i jueus d'Eritrea - van ser transportats amb avió a Israel. La majoria d'ells mai havien vist prèviament un avió. Van ser rescatats de les seves formes de vida com a agricultors, i van ser reeducats per afrontar una nova manera de vida en un món nou.

## Cas dels nens jueus iemenites
Alguns nens van desaparèixer en arribar a Israel, els pares d'aquests nens mai no van rebre informació sobre ells, i es va obrir judicialment com el cas dels nens jueus iemenites. Els desapareguts van ser menors jueus Mizrají iemenites que van arribar a Israel durant l'Operació Catifa Màgica.
Una Comissió Cohen va ser establerta el 1995 amb Yehuda Cohen a la presidència. La comissió va investigar durant 7 anys i va explicar diversos casos de desapareguts, encara que 56 casos quedaren oberts.

## Origen del nom
El nom oficial de l'operació es va originar a partir de dos passatges bíblics: 
- Èxode 19:4 - "Vosaltres vau veure el que vaig fer amb els egipcis, i com us vaig prendre sobre ales d'àguila i us he portat a mi".
- Llibre d'Isaïes 40:31 - "Però els que esperen a Jahvè tindran noves forces; aixecaran ales com les àguiles; correran, i no es cansaran, caminaran i no es fatigaran".

A causa que mai no havien vist anteriorment avions, estaven molt espantats i es negaven a pujar. Llavors, el rabí va citar el versicle anterior per mostrar-los que estarien segurs entrant als avions.
L'Operació Catifa Màgica va ser la primera d'una sèrie d'operacions amb l'objectiu de transportar en massa de comunitats senceres de jueus, perseguides i fins i tot algunes en perill d'extinció, des dels països àrabs cap a Israel, durant els anys 1950 i 1960.

## Pont aeri
El Comandament de transport aeri (Air transport command, ATC) de la USAF i el Servei naval de transport aeri (Naval air transport service, NATS) de la US Navy van participar activament i van acumular milions d'hores de vol durant l'operació, encara que a causa de la reduïda capacitat dels seus aparells el nombre total de repatriats és minúscul, sobretot si es compara amb les xifres aconseguides amb el transport marítim.